# Piąta kobieta
Piąta kobieta (szw.: Den femte kvinnan) – powieść kryminalna wydana w 1996 roku, autorstwa szwedzkiego pisarza Henninga Mankella, stanowiąca szóstą w serii o przygodach Kurta Wallandera. Jej polskie tłumaczenie ukazało się w roku 2005 nakładem wydawnictwa WAB. Książka porusza m.in. problem zdrady oraz maltretowania kobiet.

## Fabuła
Sadystyczny seryjny morderca zabija mężczyzn. Pierwszą ofiarą, której ciało znaleziono na palach z bambusu, jest emerytowany handlarz samochodami, którego zainteresowania na pierwszy rzut oka ograniczają się do obserwowania ptaków i poezji. Drugą – właściciel kwiaciarni, uduszony za pomocą garoty i prawdopodobnie głodzony przed śmiercią. Wallander wkrótce zdaje sobie sprawę, że obaj w przeszłości dopuścili się przemocy wobec kobiet. Wkrótce ginie kolejny mężczyzna – zostaje utopiony w jeziorze – i zaczyna się polowanie na morderczego mściciela…

## Adaptacje
Między innymi na podstawie Piątej kobiety powstał w Szwecji w roku 1994 czteroodcinkowy miniserial telewizyjny, w którym w rolę Wallandera wcielił się Rolf Lassgård. W styczniu 2010 telewizja BBC wyemitowała 90-minutowy odcinek swojego serialu Wallander nakręconego na podstawie tej powieści – w rolę głównego bohatera wcielił się tu Kenneth Branagh.